# Ваіпот Петсупан
Ваіпот Петсупан (тай. ไวพจน์ เพชรสุรพรรณ; 7 березня 1942 — 12 січня 2022) — таїландський співак жанрів лук тханг та Пленґ Лє. У 1997 році Ваіпот отримав звання Національного діяча мистецтв Таїланду за внесок у тайське лук тханг.

## Із життєпису
Народився 7 березня 1942 року в провінції Супханбурі. Кар'єру співака розпочав у 1962 році. Серед його популярних пісень — «Fang Khao Thit Kaeo» (แตงเถาตาย), «Baeng Sombat» (ฟังข่าวทิดแก้ว) тощо. Помер у Бангкоку 12 січня 2022 року у віці 79 років.

## Дискографія
- «Taeng Thao Tai» (แตงเถาตาย)
- «Fang Khao Thit Kaeo» (ฟังข่าวทิดแก้ว)
- «Baeng Sombat» (แบ่งสมบัติ)
- แหล่ประวัติพุ่มพวง (1992)
- ท็อปฮิต อมตะเสียงสวรรค: หัวอกโชเฟอร์ (1993)
- ลูกทุ่งเบรคแตก (1995)
- «Nak Sang Seeka» (นาคสั่งสีกา)[8] (спільно з Тхошапон Хіммапан) (2000)